# Leopold I al Belgiei
Léopold Georges Chrétien Frédéric de Saxa-Cobourg și Gotha (născut Léopold de Saxa-Cobourg-Saalfeld), Duce de Saxa, Prinț de Saxa-Cobourg-Gotha  (n. 16 decembrie 1790, Coburg, Saxa-Coburg-Saalfeld – d. 10 decembrie 1865, Laeken, Laeken - Laken⁠(d), Province of Brabant⁠(d), Belgia), primul rege al belgienilor sub numele de Léopold I.
A fost fiul cel mai mic al ducelui suveran Francis, Duce de Saxa-Coburg-Saalfeld și al celei de-a doua soții, Contesa Augusta de Reuss-Ebersdorf (1757-1831). Mai târziu a devenit prinț de Saxa-Coburg și Gotha. 
Léopold I a fost ales ca primul rege al belgienilor pe 4 iunie 1831 și a depus jurământul pe constituție pe 21 iulie 1831.

## Colonel al armatei ruse
La vârsta de 5 ani a fost numit colonel al regimentului Imperial Izmailovski din Rusia. Șapte ani mai târziu, a devenit general-maior.
După ce, în 1806, trupele franceze au cucerit ducatul de Saxa-Coburg-Saalfeld, Leopold a plecat pentru scurt timp la curtea lui Napoleon Bonaparte. Acolo refuză gradul de aghiotant oferit de împăratul Franței și se duce în Rusia condusă de împăratul Alexandru I al Rusiei. În calitate de colonel al unui regiment de cavalerie rusă participă la campania din 1813 și la bătăliile de la Lützen, Bautzen și Leipzig, împotriva trupelor lui Napoleon. În urma acestor bătălii, primește titlul de Mareșal al Rusiei.

## Istoricul familiei
După încheierea păcii, pe data de 2 mai 1816 se căsătorește la Casa Carlton din Londra cu prințesa Charlotte Augusta de Wales, singurul copil legitim al Prințului Regent, viitorul rege George al IV-lea al Regatului Unit al Marii Britanii și Irlandei. La acel moment, ea era moștenitoarea coroanei Regatului Unit. Dar, după ce pe 5 noiembrie 1817 naște un copil mort, moare și ea pe 6 noiembrie 1817. Dacă ea ar fi trăit, după decesul tatălui ei ar fi devenit regină a Regatului Unit iar Leopold și-ar fi asumat rolul pe care mai târziu l-a avut nepotul său, Prințul Albert de Saxa-Coburg și Gotha ca Prinț Consort al Regatului Unit și nu ar fi fost ales niciodată ca rege al belgienilor. În ciuda decesului Charlottei, Prințul regent îi garantează Prințului Leopold titlul de Alteță Regală prin Order-in-Council la 6 aprilie 1818.
După aceasta, ducele îi ajută pe membrii familiei sale să acceadă la tronurile din Regatul Unit și din Portugalia. În felul acesta, devine unul din principalii consilieri ai nepoatei sale, regina Victoria I a Regatului Unit.
În data de 2 iulie 1829 s-a căsătorit cu actrița Karoline Bauer, fără ceremonie religioasă sau publică. Karoline este numită Contesă de Montgomery. Căsătoria se termină în 1831 iar anul următor se căsătorește cu Louise-Marie a Franței.

## Alegerea ca rege al belgienilor

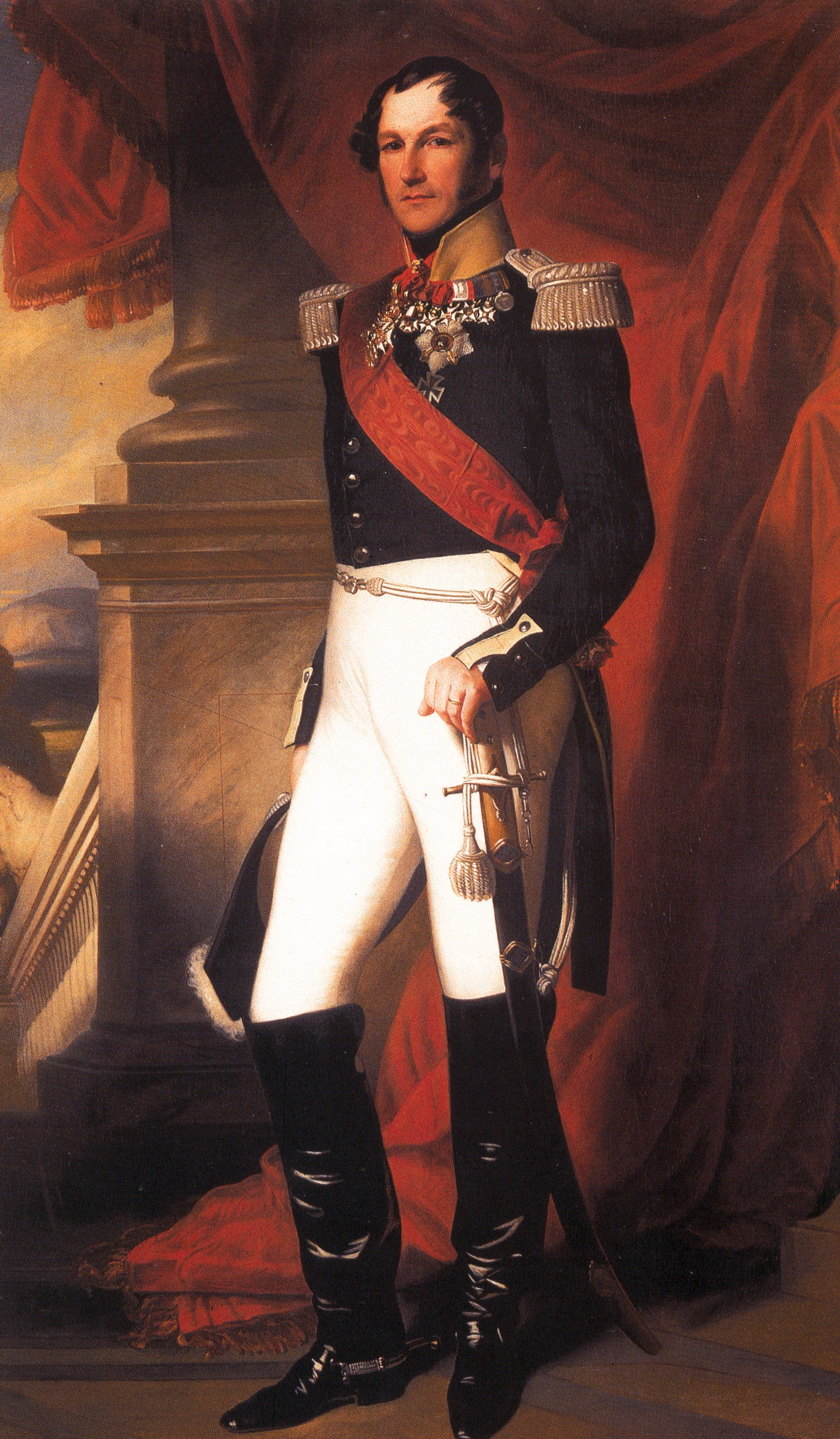
Léopold I, rege al belgienilor, pictură de Franz Xaver Winterhalter

Congresul Național la Belgiei, țară ce câștigase independența față de Țările de Jos pe 4 octombrie 1830, l-a ales întâi ca rege al Belgiei pe Ludovic de Orléans, duce de Nemours, al doilea fiu al regelui Ludovic-Filip al Franței. Însă Ludovic-Filip a refuzat titlul în numele fiului ei, de teama declanșării unui război european în care Franța ar fi fost izolată.
Congresul Național la Belgiei i-a propus lui Léopold să devină rege al belgienilor, deoarece era cunoscut pentru trecutul său militar, în special pentru luptele duse împotriva lui Napoleon. A acceptat, cu condiția ca întâi să se reglementeze problema frontierelor și ale datoriilor Belgiei. Acestea se rezolvă la Conferința de la Londra, prin Tratatul celor XVIII Articole, acceptat de Congres pe 9 iulie 1831. Devenit oficial rege din 26 iunie, ceremonia de încoronare are loc la Bruxelles la 21 iulie 1831, zi ce va deveni sărbătoare națională în Belgia.
La mai puțin de două săptămâni, la 2 august 1831, în timp ce intra în orașul Liège, a aflat că Țările de Jos au reînceput războiul împotriva Belgiei. Léopold a apelat la Joseph Lebeau pentru a cere ajutor de la Paris și Londra, deoarece Constituția îi interzicea să ceară ajutorul forțelor străine, fără aprobarea Parlamentului (care, la acea dată, încă nu fusese ales). Apără personal drumul spre Bruxelles. Armata belgiană a intrat în derută, dar cu ajutorul dat de Franța, înaintarea olandezilor a putut fi oprită. Spre a-și apăra titlul de rege, și în semn de gratitudine față de Franța, s-a căsătorit cu Louise d’Orléans (1812-1850), fiica lui Louis-Philippe.
Abia în 1839 independența Belgiei va fi definitiv garantată prin ratificarea de către Țările de Jos a Tratatului celor XVIII Articole, care instituia independența noului regat al Belgiei atât față de Țările de Jos cât și față de Franța.

## A doua familie
La 9 august 1832 la Castelul Compiègne din Franța s-a căsătorit cu Louise-Marie d’Orléans, fiica regelui Franței Ludovic-Filip (Louis-Philippe), cu care a avut patru copii:
- Louis-Philippe de Belgia (24 iulie 1833 – 16 mai 1834), a murit până la vârsta de un an
- Leopold al II-lea al Belgiei (9 aprilie 1835 – 17 decembrie 1909), viitorul rege al Belgiei
- Prințul Filip, Conte de Flandra (24 martie 1837 – 17 noiembrie 1905)
- Charlotte a Belgiei (7 iunie 1840 – 19 ianuarie 1927), numită după prima lui soție; mai târziu va deveni prin căsătorie împărăteasă a Mexicului.

## Domnia lui Léopold
În relațiile externe, Léopold se folosește de relațiile de familie pentru a proteja tânărul regat al Belgiei în fața ambițiilor nutrite de Prusia și Franța, în special amenințării reprezentate de domnia lui Napoleon al III-lea al Franței. Ajută la menținerea păcii în Europa, în special prin păstrarea neutralității în timpul evenimentelor revoluționare din Franța, în februarie  1848.
În 1840 a aranjat căsătoria nepoatei sale, regina Victoria a Regatului Unit (fiica surorii sale Prințesa Victoria de Saxa-Coburg-Saalfeld), cu nepotul său, prințul Albert de Saxa-Cobourg (fiul fratelui său Ernest I, Duce de Saxa-Coburg și Gotha). Chiar înainte de ascensiunea Victoriei pe tron, Leopold o sfătuise pe Prințesa Victoria prin scrisori, iar după ce a devenit regină, a influențat-o puternic în primii ani ai domniei. 
Sub domnia sa, pe 5 mai 1835, a fost inaugurată în Belgia prima cale ferată din Europa continentală, care lega localitățile Bruxelles și Malines. 
Tot sub domnia sa, în 1849, a fost emisă prima marcă poștală din Belgia.
Nu reușește să treacă prin parlament legile de reglementare a muncii copiilor și a femeilor.
La 11 octombrie 1850, Leopold își pierde soția care moare de tuberculoză la vârsta de 38 de ani. Împreună cu metresa sa, Arcadie Claret de Viescourt, regele a avut alți doi copii: baronul Georges-Frédéric von Eppinghoven (1849-1904) și baronul Arthur von Eppinghoven (1852-1940).
Moare pe 10 decembrie 1865 la Bruxelles, în palatul din Laeken la vârsta de 74 de ani și este înhumat în cripta regală a bisericii Notre-Dame din Laeken.